# Amauris lohengula
Amauris lohengula är en fjärilsart som beskrevs av Aurivillius 1911. Amauris lohengula ingår i släktet Amauris och familjen praktfjärilar. Inga underarter finns listade i Catalogue of Life.